# Trail de Bourbon
Le Trail de Bourbon est un ultra-trail de plus de 100 km de longueur et plus de 6 000 m de dénivelé positif. Le Semi-Raid a été rebaptisé ainsi en 2010 à l'occasion de sa 9e édition. Le Trail de Bourbon traverse les trois cirques de l'île de La Réunion en partant de Cilaos pour finir à Saint-Denis, le chef lieu de l'île. Il se déroule au mois d'octobre en parallèle avec son grand frère, la « Diagonale des Fous », le Grand Raid et de sa petite sœur La Mascareignes.
En 2016 et 2017, il a intégré l'Ultra-Trail World Tour.

## Palmarès
| Édition | Date            | Hommes | Hommes                            | Hommes           | Femmes | Femmes                             | Femmes              |
| ------- | --------------- | ------ | --------------------------------- | ---------------- | ------ | ---------------------------------- | ------------------- |
|         |                 | Rang   | Athlète                           | Temps            | Rang   | Athlète                            | Temps               |
| 1re     | 18 octobre 2002 | 1er    | Frédéric Rivière                  | 07 h 17 min 26 s | 22e    | Michèle Pellegrino                 | 09 h 55 min 09 s    |
| 2e      | 24 octobre 2003 | 1er    | Rémy Jégard                       | 08 h 10 min 27 s | 20e    | Myrielle Hoareau                   | 10 h 56 min 13 s    |
| 3e      | 22 octobre 2004 | 1er    | Pascal Grondin                    | 07 h 28 min 05 s | 25e    | Christine Benard                   | 10 h 06 min 49 s    |
| 4e      | 21 octobre 2005 | 1er    | Jannick Sery                      | 07 h 29 min 58 s | 14e    | Chantal Bègue                      | 09 h 08 min 05 s    |
| 5e      | 20 octobre 2006 | 1er    | Jannick Sery — 2e victoire        | 07 h 32 min 16 s | 7e     | Marie Danièle Seroc                | 08 h 51 min 13 s    |
| 6e      | 19 octobre 2007 | 1er    | Jannick Sery — 3e victoire        | 07 h 49 min 00 s | 11e    | Chantal Bègue — 2e victoire        | 09 h 15 min 30 s    |
| 7e      | 24 octobre 2008 | 1er    | Jean-Pierre Grondin               | 07 h 38 min 25 s | 10e    | Chantal Bègue — 3e victoire        | 09 h 33 min 59 s    |
| 8e      | 24 octobre 2009 | 1er    | Thierry Técher                    | 09 h 56 min 40 s | 17e    | Maud Combarieu                     | 12 h 07 min 23 s    |
| 9e      | 23 octobre 2010 | 1er    | René-Paul Vitry                   | 11 h 56 min 36 s | 10e    | Maud Combarieu — 2e victoire       | 14 h 18 min 50 s    |
| 10e     | 15 octobre 2011 | 1er    | Guillaume Bernardin               | 12 h 42 min 23 s | 22e    | Martine Maillot                    | 15 h 26 min 33 s    |
| 11e     | 20 octobre 2012 | 1er    | Jannick Sery — 4e victoire        | 12 h 07 min 02 s | 16e    | Daisy Pause                        | 15 h 44 min 14 s    |
| 12e     | 19 octobre 2013 | 1er    | Jannick Sery — 5e victoire        | 12 h 11 min 10 s | 23e    | Marie-Noëlle Bourgeois             | 16 h 35 min 59 s    |
| 13e     | 25 octobre 2014 | 1er    | Jannick Sery — 6e victoire        | 12 h 37 min 31 s | 8e     | Estelle Carret                     | 15 h 10 min 52 s    |
| 14e     | 24 octobre 2015 | 1er    | Sébastien Parmentier              | 13 h 46 min 54 s | 7e     | Marie-Gilberte Libel               | 15 h 20 min 35 s    |
| 15e     | 22 octobre 2016 | 1er    | Jean-Pierre Grondin — 2e victoire | 16 h 01 min 07 s | 14e    | Marie-Gilberte Libel — 2e victoire | 19 h 28 min 35 s    |
| 16e     | 21 octobre 2017 | 1er    | David Hauss                       | 15 h 38 min 43 s | 6e     | Camille Bruyas                     | 18 h 51 min 36 s    |
| 17e     | 20 octobre 2018 | 1er    | David Hauss — 2e victoire         | 16 h 15 min 44 s | 10e    | Hélène Valette                     | 20 h 21 min 59 s    |
| 18e     | 19 octobre 2019 | 1er    | Lambert Santelli                  | 15 h 34 min 46 s | 6e     | Anne Champagne                     | 17 h 34 min et 44 s |
| 19e     | octobre 2020    | 1er    | — Édition annulée                 | -                | -      | -                                  | — Édition annulée   |
| 20e     | 21 octobre 2021 | 1er    | Grégoire Curmer                   | 15 h 02 min 25 s | 20e    | Gilberte Libel                     | 19 h 18 min et 55 s |
| 21e     | 21 octobre 2022 | 1er    | Mathieu Clément                   | 16 h 7 min 48 s  | 15e    | Paméla Léger                       | 20 h 10 min 46 s    |
| 22e     | 20 octobre 2023 | 1er    | Nicolas Gourdon                   | 16 h 15 min 24 s | 24e    | Angélique Lesport                  | 19 h 53 min 15 s    |
| 23e     | 18 octobre 2024 | 1er    | Louison Coiffet                   | 12 h 27 min 28 s | 14e    | Leslie Nowicki                     | 16 h 39 min 34 s    |